# Rajd Krakowski 1993
Rajd Krakowski 1993 – 18. edycja Rajdu Krakowskiego. Był to rajd samochodowy rozgrywany od 23 do 24 kwietnia 1993 roku. Była to druga runda Rajdowych Samochodowych Mistrzostw Polski w roku 1993. Rajd składał się z szesnastu odcinków specjalnych (trzy końcowe odcinki odwołano).

## Wyniki końcowe rajdu[1]
| Miejsce | Kierowca            | Pilot              | Samochód                   | Czas    | Strata | Grupa Klasa |
| ------- | ------------------- | ------------------ | -------------------------- | ------- | ------ | ----------- |
| 1       | Paweł Przybylski    | Krzysztof Gęborys  | Toyota Celica GT-4         | 1:17:12 | -      | A10         |
| 2       | Marek Gieruszczak   | Marek Skrobot      | Toyota Celica GT-4         | 1:17:31 | +19    | A10         |
| 3       | Wiesław Stec        | Maciej Maciejewsk  | Mitsubishi Galant VR-4     | 1:20:11 | +2:59  | N5          |
| 4       | Piotr Kufrej        | Maciej Hołuj       | Nissan Sunny GTI-R         | 1:20:35 | +3:23  | N5          |
| 5       | Romuald Chałas      | Zbigniew Atłowski  | Mazda 323 4WD              | 1:20:48 | +3:36  | A10         |
| 6       | Krzysztof Hołowczyc | Robert Burchard    | Toyota Celica GT-4         | 1:21:45 | +4:33  | N5          |
| 7       | Lesław Orski        | Tomasz Chmiel      | Volkswagen Golf II GTi 16V | 1:23:30 | +6:18  | A9          |
| 8       | Bogdan Herink       | Barbara Stępkowska | Renault Clio 16V           | 1:23:43 | +6:31  | A9          |
| 9       | Grzegorz Skiba      | Igor Bielecki      | Lancia Delta HF Integrale  | 1:24:35 | +7:23  | N5          |
| 10      | Dariusz Wirkijowski | Marcin Augustyn    | Opel Kadett GSI 16V        | 1:25:22 | +8:10  | N4          |